# Biserica reformată din Beclean

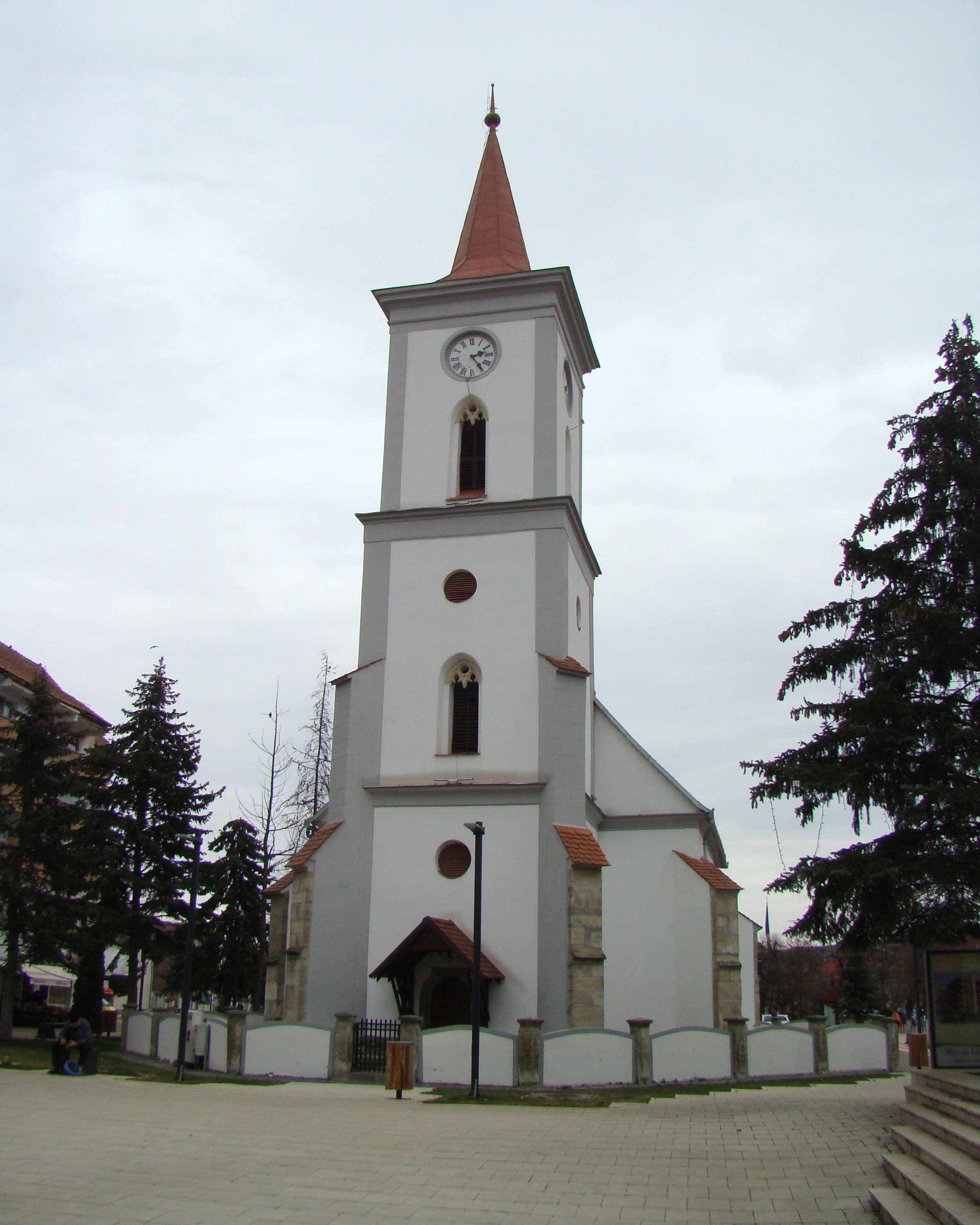
Biserica reformată din Beclean, județul Bistrița-Năsăud, foto: martie 2018.

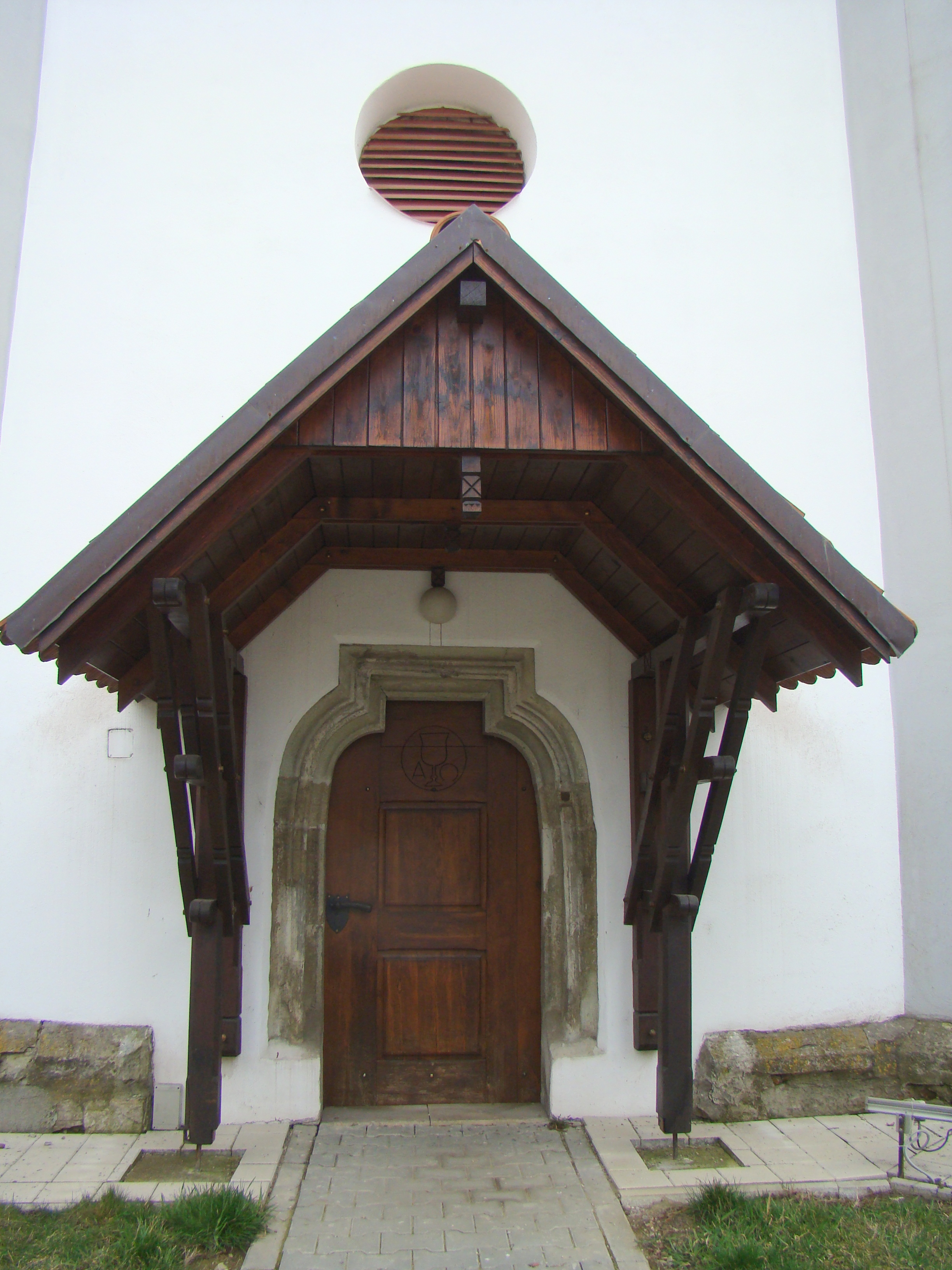
Portalul vestic, cu ancadramentul gotic târziu, protejat de un mic portic de lemn

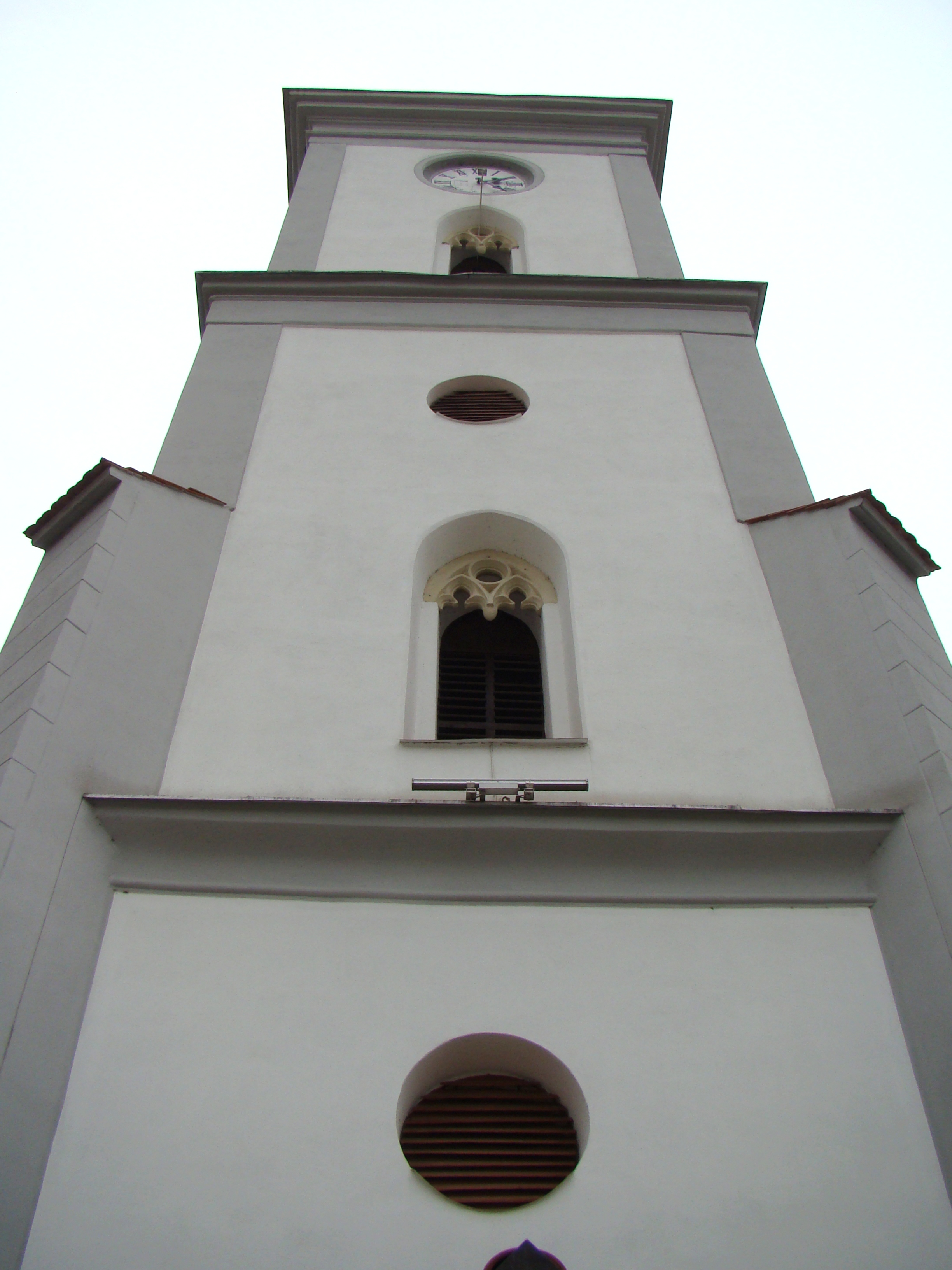
Turnul de secol XIX, cu trei niveluri, alipit faţadei vestice a bisericii

Biserica reformată din Beclean este un monument istoric aflat pe teritoriul orașului Beclean, județul Bistrița-Năsăud. Figurează pe lista monumentelor istorice 2015, cod LMI BN-II-m-B-01618.

## Localitatea
Beclean, cunoscut și ca Beclean pe Someș, (în maghiară Bethlen, în germană Bethlen) este un oraș în județul Bistrița-Năsăud, Transilvania, România. Becleanul este atestat documentar din 1235 sub numele de Bethleem.

## Biserica
Biserica a fost construită în secolul XV, amplificată și renovată în secolele XVIII–XIX. Edificiul este compus din turn vestic, navă și cor decroșat, cu absidă poligonală. 
Interiorul lăcașului este acoperit cu bolți semicilindrice cu penetrații, clădite în cursul renovării din secolul al XVIII-lea. Arcul de triumf, încheiat în arc frânt, are muchiile teșite. În capătul estic al corului a fost amenajată o tribună, sprijinită pe stâlpi zidiți. Orga de pe tribună a fost achiziționată, conform inscripției acesteia, în anul 1877 pe cheltuiala Mariei Bethlen și a văduvei lui Paul Bethlen.
Amvonul sculptat din piatră al bisericii este situat pe latura nordică, alipit arcului de triumf. Parapetul poligonal al acestuia este împodobit cu blazonul familiei Bethlen de Beclean: un șarpe încoronat ținând în gură globul regal.
Tribuna din capătul vestic al bisericii se sprijină pe stâlpi de lemn, având parapetul tot din lemn. Printre podoabele bisericii pot fi amintite patena și potirul confecționate din argint aurit, donate în 1748 de Francisc Bethlen.

## Imagini

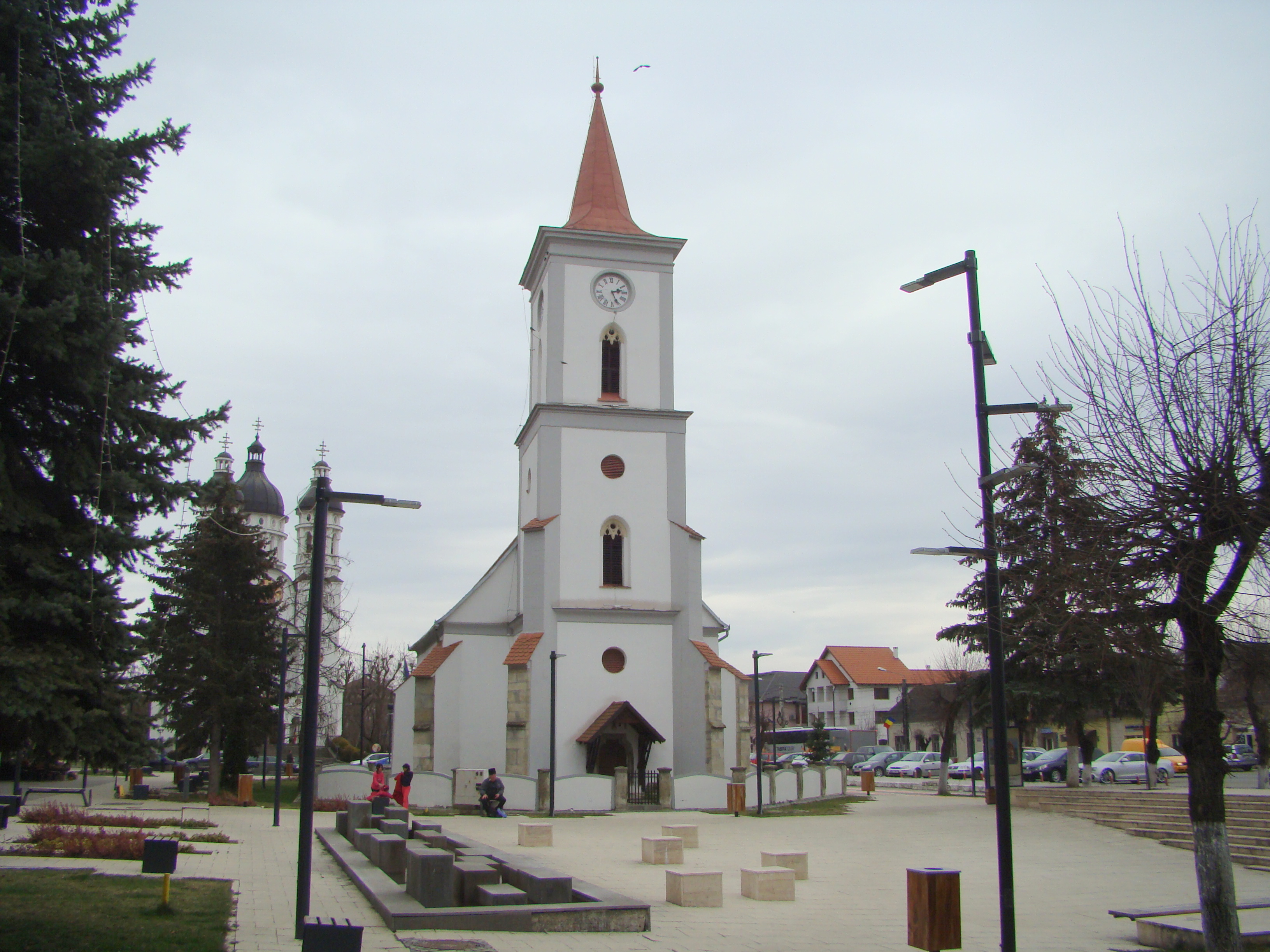
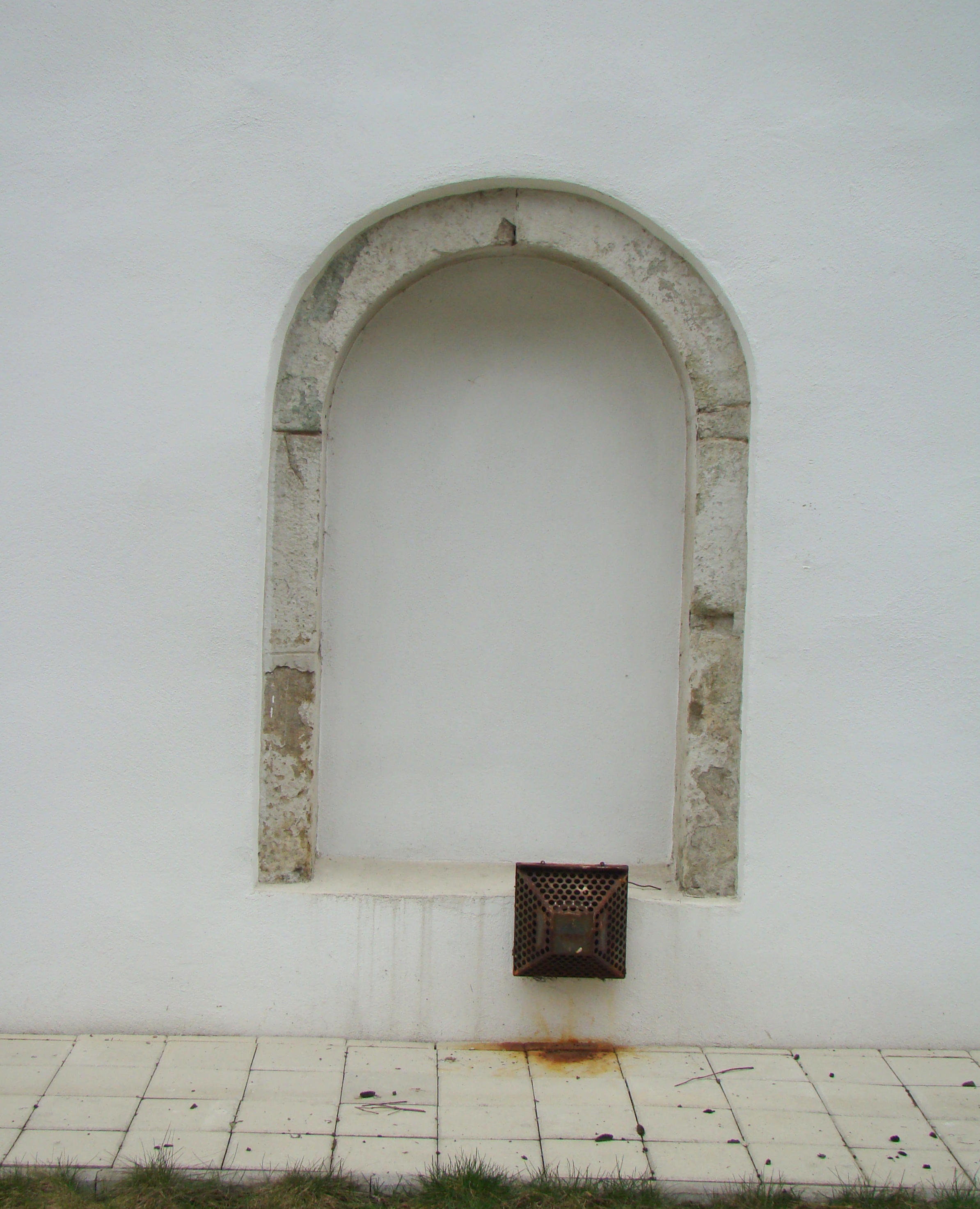
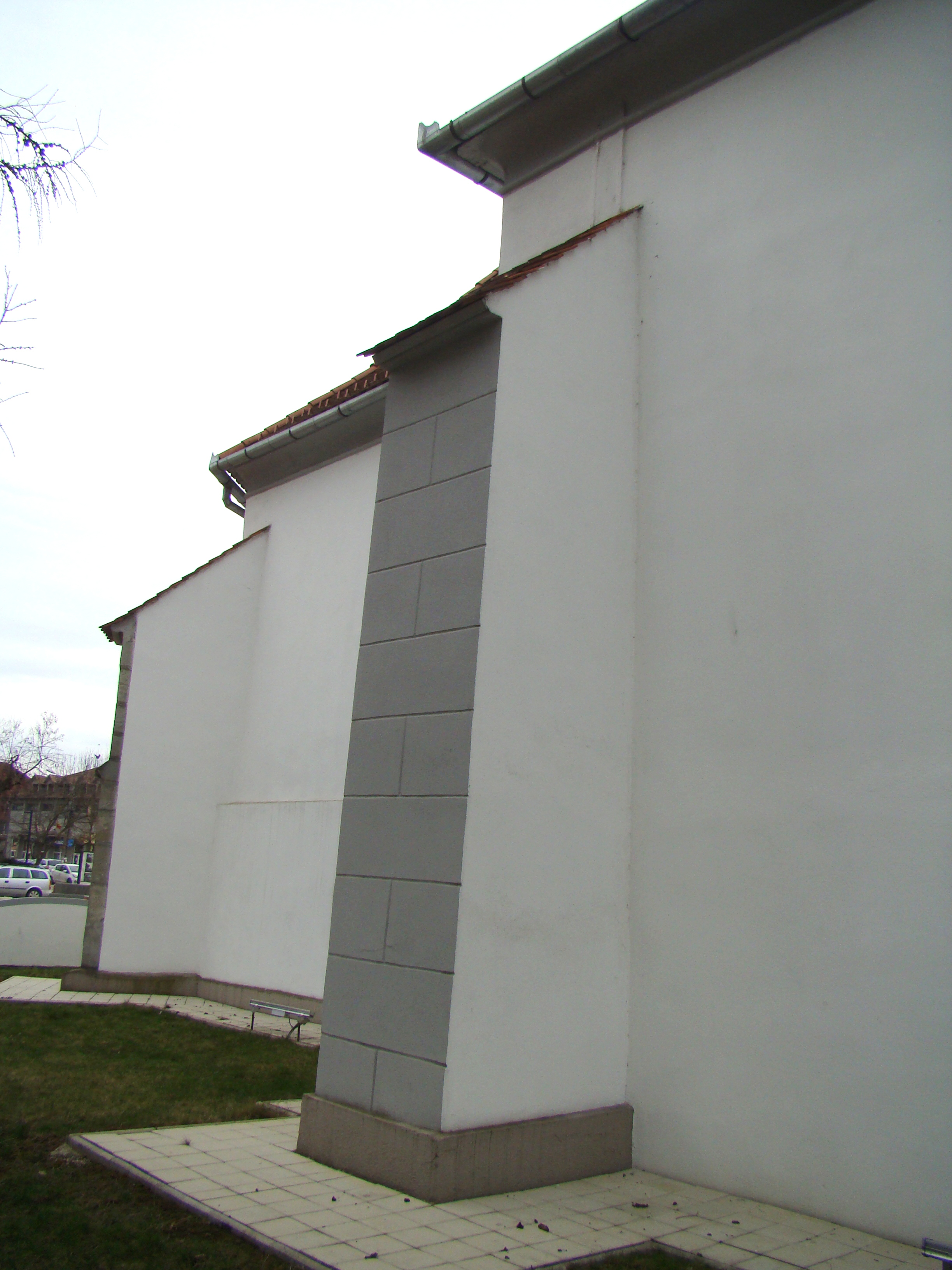
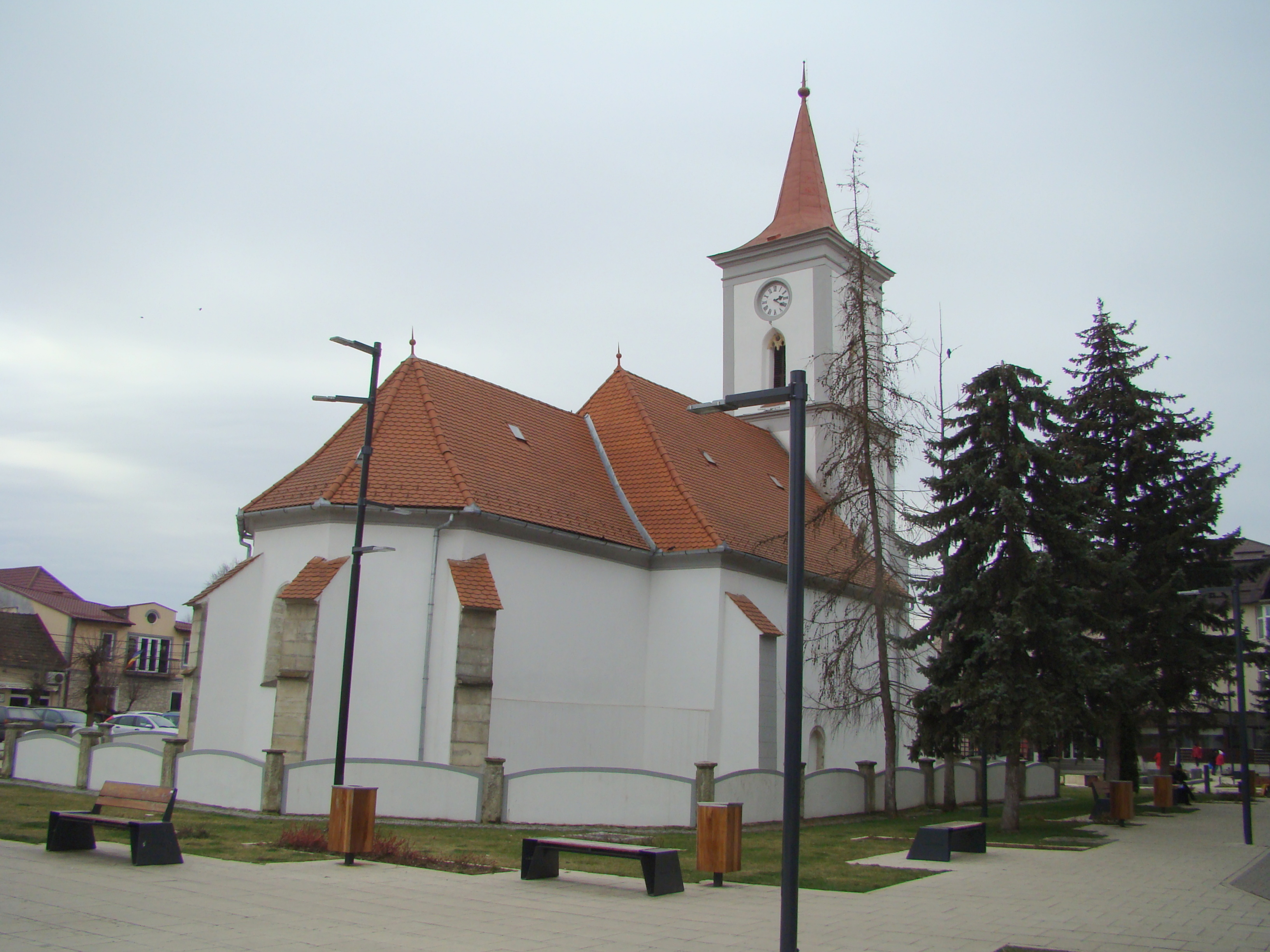